# Clarence Osborne
Clarence Henry Osborne (* 1917, 1918 oder 1927 in Brisbane; † September 1979 ebenda) war ein australischer Gerichts- und Parlamentsstenograph. Er wurde überregional bekannt, als kurz vor seinem Tod publik wurde, dass er während 20 Jahren zu rund 2500 männlichen Kindern, Jugendlichen und jungen Erwachsenen sexuelle Kontakte hatte. Angesichts des jahrzehntelangen Zeitraums, der großen Zahl beteiligter Personen und der teilweise jahrelang freiwillig bestehenden Beziehungen ist Osbornes Fall einer der komplexesten in der Kriminalgeschichte.

## Osbornes frühe Jahre
Osbornes Kindheit in Brisbane war von strenger, puritanischer Erziehung geprägt, die er selbst später als „heuchlerisch“ beschrieb. Er wuchs in einem repressiven, religiösen Umfeld auf, speziell seine Mutter beschrieb er als streng und unnahbar. Seine Eltern erlaubten es ihm nicht, mit Kindern zu spielen, die einer anderen als der eigenen Kirche angehörten. Er hatte drei Geschwister: einen zwei Jahre älteren Bruder, zu dem er ein emotional distanziertes Verhältnis hatte, und zwei um vier Jahre ältere Zwillingsschwestern, zu denen er eine herzliche Beziehung pflegte.
In seiner Jugend wurde Osborne Mitglied der Young Men’s Christian Association, wo er sich im Turnen und Gewichtheben übte. Als junger Erwachsener wurde er Verantwortlicher einer kirchlichen Jugendorganisation und Eigentümer eines Fitnesscenters. Er ergriff den Beruf des Stenographen, zuerst bei Gericht, dann auch im Parlament. In seiner Freizeit widmete er sich der Vogelzucht und interessierte sich für Vererbungslehre, was er allerdings aus Zeitgründen aufgab.
Er selbst teilte mit, dass er in jungen Jahren zur Intimität unfähig gewesen sei und dazu erst im Laufe seines Lebens Zugang gefunden habe. Als Kind und Jugendlicher plagten ihn ob des repressiven Erziehungsstils seiner Eltern starke Schuldgefühle bei der häufigen Masturbation. Über seine sexuelle Orientierung war er sich als junger Mensch unklar, wiewohl er mit Frauen und Männern sexuelle Beziehungen hatte. Drei heterosexuelle und ebenso viele homosexuelle Beziehungen seines frühen Lebens beschrieb er als „hektisch“.

## Osbornes Charakter
Arbeitskollegen, Nachbarn und Polizisten beschrieben Clarence Osborne gemäß dem Soziologen und Kriminologen Paul Richard Wilson als einen bis aufs Äußerste in Details verliebten Menschen. Er war nachgerade von Präzision besessen. Seinen Beruf als Gerichts- und Parlamentsstenograph übte er mit großer Genauigkeit aus; er war immer darum bemüht, die zu protokollierenden Gespräche mit Akkuratesse mitzuschreiben, was ihm nach Angaben seiner Kollegen auch in hohem Maß gelang. Gegenüber neuen und unerfahrenen Kollegen konnte er aufbrausend und beleidigend werden, vor allem wenn sie seinen hohen professionellen Maßstäben nicht gerecht wurden.
Außerhalb der Arbeit hatte Osborne kaum Kontakt zu Erwachsenen. Zu „normalen“ Sozial- und Liebesbeziehungen sah er sich selbst unfähig. Er hatte den Ruf eines sozial isolierten Pedanten, der zwar beruflich hohes Ansehen genoss, als Mensch allerdings unbeliebt blieb.

## Der Fall Osborne
Osbornes ephebophile sexuelle Aktivitäten nahmen ihren Anfang, als er in Body-Building-Camps trainierte und dabei Fotos von Kollegen anfertigte. Als er schließlich selbst ein Fitnesscenter eröffnete, begann er, die Körperproportionen männlicher Jugendlicher penibel genau zu vermessen, darüber Karteien und Dossiers anzulegen und die körperliche Entwicklung einzelner Kinder und Jugendlicher schriftlich und fotografisch exakt zu dokumentieren. Dass Osborne von Knaben und jungen Männern fasziniert war, hielt er keineswegs geheim. Er ging mit seiner Vorliebe recht offen um, Arbeitskollegen und viele Menschen seiner Umgebung wussten von seiner Begeisterung für junge männliche Körper, unterstellten aber kein sexuelles Interesse. Etliche Eltern, die sich Sorgen machten, ihre Söhne seien körperlich zu schwach entwickelt, stellten diese in Osbornes Fitnesscenter vor.

„The mothers lined up to bring the boys to me. They wanted them to be men and were worried that some of them were puny or small. I’ve had mothers pleading with me to take their boys in but often I had to say ‘no’ because I had so many.“

Osborne lernte die Knaben und Jugendlichen, zu denen er sich sexuellen Kontakt wünschte, nicht nur in seinem Fitnesscenter kennen, sondern nahm auch in alltäglichen Situationen aktiv Kontakt mit ihnen auf: Er sprach sie in Parks, Schwimmbädern, vor Schulen, auf der Straße oder in Lokalen an und nahm sie oft als Autostopper mit. Osborne verfügte über eine immense Begabung, Vertrauen zu gewinnen und eine emotionale Bindung aufzubauen, z. B. indem er oft über ansonsten tabuisierte Themen mit ungewohnter Lockerheit sprach; er zeigte großes Interesse an den persönlichen Vorlieben, Ängsten und Lebensumständen, erteilte dazu oftmals Ratschläge und klärte über sexuelle Praktiken auf. Darüber hinaus ermutigte er die Jugendlichen, frei und ohne Angst vor Schuldzuweisung über ihre sexuellen Ängste und Wünsche zu sprechen. Osborne wandte nie körperlichen Zwang oder Gewalt an, versprach kein Geld oder andere Güter, sondern gewann Vertrauen allein durch verbale Mittel. Während er das Gespräch auf sexuelle Themen wie Masturbation oder sexuelle Erfahrungen mit dem anderen Geschlecht lenkte, beobachtete er, ob sich bei seinem Gegenüber eine Erektion einstellte, und begann schließlich mit sexuellen Handlungen, die meist in (gegenseitiger) Masturbation oder Oralverkehr bestanden.
Die betreffenden Jugendlichen kamen aus allen Gesellschaftsschichten, aus zerrütteten wie intakten Familien. Sie bildeten in Hinsicht auf Ausbildung, sozialen Status, das persönliche Umfeld, Beschäftigung und kriminelle Vergangenheit einen Querschnitt ihrer Altersklasse in Brisbanes Gesellschaft. 90 % von ihnen waren zwischen 13 und 20 Jahre alt. Über die Jahrzehnte sammelte Osborne eine ungeheure Menge an Daten, Fotos, Filmen, Tabellen, Tonbandaufnahmen und deren Transkriptionen. Osborne dokumentierte seine sexuellen Beziehungen über all die Jahre sehr genau; er protokollierte Aussehen und Charakter der Jugendlichen, Gesprächsinhalte, anatomische Details der Geschlechtsorgane – dabei vor allem die Penislänge –, angegebene sexuelle Erfahrungen, Masturbationsgewohnheiten und vieles mehr. Als sein Fall publik wurde, beschlagnahmte die Polizei drei Wagenladungen an schriftlichem Material, Filmaufnahmen, Fotos und insgesamt acht Kilometer an Tonbändern, zu deren Aufnahme Osborne sowohl in seinem Auto als auch in seinem Haus Mikrophone versteckt hatte. Einige seiner Fotos schickte Osborne an entsprechende Magazine, um sie zu veröffentlichen, was in wenigen Fällen tatsächlich geschah.
Zu einigen der Jugendlichen entwickelte Osborne eine über mehrere Jahre bestehende sexuelle Beziehung, die bis ins Erwachsenenalter der Betreffenden reichte. Sie suchten ihn immer wieder aus freien Stücken in seinem Haus auf, wo sie nicht nur mit ihm Geschlechtsverkehr hatten, sondern auch ausgiebig über persönliche Probleme, Ängste, ihre Familiensituation, Schule und Ausbildung und über sexuelle Kontakte mit Mädchen sprachen. Osborne selbst fehlte jedwedes Unrechtsbewusstsein. Er sah sich eher als Freund und als jemanden, der seine Hilfe und Unterstützung anbot, seine Erfahrung teilte, echtes Interesse an der Situation und dem Wohlergehen der Jugendlichen hatte und unterstellte deren sozialem Umfeld, vor allem deren Eltern, sich nicht hinreichend um sie zu sorgen.

„I can honestly say I’ve never been tempted to use even the smallest bit of influence I might have to get some boy to have sex with me. If there was the slightest bit of resistance then I backed off and lost interest.“

Als ein Pornofilm, den Osborne aus dem Ausland bestellt hatte, von der Polizei konfisziert wurde, fürchtete er, dass sein Fall bald aufgedeckt würde. Er brachte daher einen Teil seines über die Jahre gesammelten Materials zu Paul Wilson, einem Soziologen und Kriminologen der University of Queensland, dem er vertraute, da dieser im Queensland Civil Liberties Council engagiert war und den Ruf hatte, die Rechte des Einzelnen vor der Staatsmacht zu schützen. Osborne war dabei allerdings weniger um seine Freiheit als vielmehr um sein Material besorgt. Würde sein Fall publik, so fürchtete er, würden sein „Lebenswerk“ und seine „Forschungen“ von der Polizei vernichtet werden. Die Affäre um den Pornofilm führte allerdings nicht zu Osbornes Inhaftierung. Etwa eineinhalb Jahre später erfuhr jedoch eine Mutter durch ein zufällig mitgehörtes Gespräch ihres Sohnes, dass dieser von Osborne gefragt worden sei, ob er für Fotografien zur Verfügung stehe. Sie berichtete einer Bekannten, die mit einem Polizisten verheiratet war, von diesem Gespräch. Jener Polizist nahm sich mit seinen Kollegen des Falles an und deckte ihn so auf. Osborne wurde einvernommen; er wurde allerdings nicht sofort verhaftet, sondern konnte nach Hause zurückkehren, wo er jedoch noch am selben Tag Suizid beging. Er nahm sich das Leben, indem er Schlaftabletten einnahm und sich in seinen Wagen setzte, in dessen Innenraum er die Abgase des laufenden Motors leitete. Seine letzte Notiz lautete: „Nun sitze ich hier schon seit zehn Minuten und bin immer noch am Leben“. Osbornes Leiche wurde eingeäschert, sein Haus wurde durchsucht und das sichergestellte Material verbrannt.

## Aufarbeitung
Die Presse stellte Clarence Osborne nach Bekanntwerden des Falles als „Monster“ dar. So titelte etwa die australische Wochenzeitung Truth am 29. September 1979: „Sex monster’s 2000 boy victims. Police seized truckloads of pictures, films, tapes“ und berichtete weiter, dass die Polizei den Fall als „das grauenerregendste Beispiel von Perversion in Australiens Geschichte“ beschreibe. Fast gleichlautend berichtete Brisbanes Sunday Mail einen Tag später vom „grauenerregendsten Kapitel an Perversion in Australiens Geschichte“. Die Sendung Four Corners der Australian Broadcasting Commission nutzte den Fall, um wochenlang recht unkritisch die Themen Pädophilie, Kinderpornographie und Prostitution im Allgemeinen miteinander zu verquicken.
Paul Wilson verarbeitete den Fall Osborne in dem Buch The Man they called a Monster. Nachdem der Fall öffentlich geworden war, befürchteten etliche der inzwischen erwachsenen Männer, die mit Osborne verkehrt hatten, dass dies bekannt würde. Zwölf von ihnen suchten daher Wilson auf, der sie unter Zusicherung ihrer Anonymität interviewen konnte. Wilson berichtet, dass alle von ihm befragten Männer ein positives Bild von Osborne zeichneten – ganz im Gegensatz zur Presse, die Osborne zu Unrecht beschuldigte, Sex mit vorpubertären Buben gehabt und einige zur Prostitution gezwungen zu haben. Sie beschrieben ihn als freundlich, hilfsbereit, gütig und ernsthaft an ihrer Situation interessiert. Sie verteidigten seine Integrität und Rechtschaffenheit. Ihr Kontakt zu ihm habe ihnen persönlich geholfen und er sei ein Freund gewesen, dem nun durch die Presse Unrecht getan werde. Keiner der rund 2500 Jugendlichen erstattete jemals Anzeige.

„The amazing thing is that with all of these documented victims, many of them later confirmed, the police had never received any complaints on Osborne.“

„I enjoyed talking to him and I enjoyed the sex as well. He’s the only man I’ve ever had a relationship with before or since. As you know I am married now with two kids, but at times I still think back to when he did those things to me and get excited by the thought of it. All I know is that I wanted some sex then and I got it, even though before I could never have imagined myself having it off with another guy, let alone a man who was about thirty years older than myself. But there was nothing heavy about him and it seemed so easy to do it with him and there was no way I felt guilty about a thing. [...] When I read in the paper about this guy who killed himself and was called a monster I was amazed. He was not heavy at all and what they said about him in the paper was untrue.“